# Ayusi brandissant sa lance anéantit les rebelles
Ayusi brandissant sa lance anéantit les rebelles, ou Ajusi attaquant les insurgés avec une lance (chinois : 畫阿玉錫持矛蕩寇圖), est une peinture sur rouleau horizontal à l'encre et en couleurs, sur papier, réalisée par Giuseppe Castiglione sous la dynastie Qing, datée de 1755, et conservée au musée national du Palais à Taipei.

## Contexte
Ayusi (阿玉錫) est un membre de la tribu des Zunghar passé au service de l'empereur de Chine. Il est devenu chef militaire sous le commandement de l’empereur Yongzheng (1723-1735). L'empereur Qianlong est désireux de récompenser son exploit militaire contre le camp Zunghar de Gädän-Ola en 1755, qu'il a capturé de nuit et par ruse. Qianlong commande cette peinture, parmi d'autres représentant Ayusi, à son peintre de cour Giuseppe Castiglione, pour honorer le chef militaire. Ce portrait est réalisé le 20 juillet 1755.

## Description

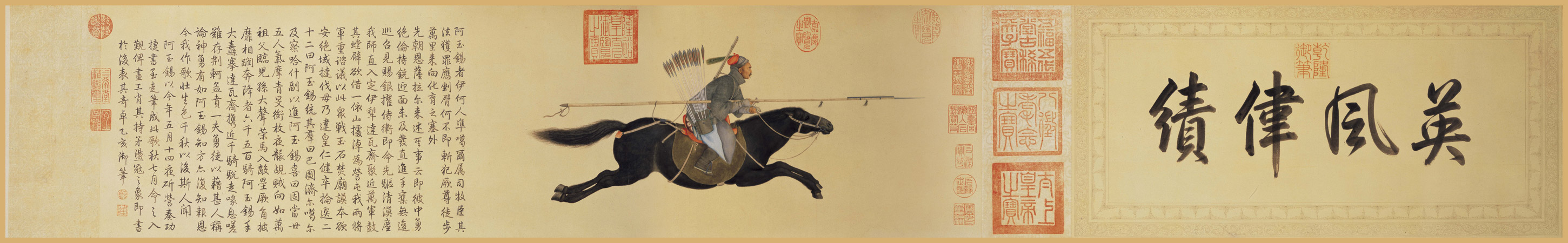
Le rouleau horizontal en entier

Cette peinture représente, en son centre, le chef militaire Ayusi en selle sur un cheval noir, portant une cotte de mailles à mi-longueur, des protections de cuir sur les cuisses, un chapeau typique des membres de la cour chinoise en hiver, surmonté d'une plume de paon avec un œil, un carquois rempli de flèches, un fusil suspendu sans son dos, et tenant les rênes de son cheval d'une main. Le centre de la peinture ne montre aucun arrière-plan ou décor, et le galop du cheval donne une sensation de vol, détaché du sol.
Quand Giuseppe Castiglione a peint la lance visible encore en usage, cet usage touchait à son terme, ces lances ayant évolué à partir d'un autre type d'arme d'hast plus pratiques.　
Les parties droite et gauche du rouleau contiennent des caractères chinois, la partie gauche relatant l'exploit d'Ayusi.
La technique employée se révèle être un mélange entre les techniques classiques de peinture occidentale au XVIIIe siècle, et la peinture chinoise de la même époque.

## Parcours de la peinture
Cette œuvre est désormais conservée au musée national du Palais à Taipei.

## En philatélie
Cette peinture a donné lieu à une émission de timbres par les services postaux de Taiwan en 2016, reprenant le détail d'Ayusi sur son cheval.